# Xinzhou (köpinghuvudort i Kina, Hunan Sheng, lat 29,56, long 111,88)
Xinzhou är en köpinghuvudort i Kina. Den ligger i provinsen Hunan, i den södra delen av landet, omkring 180 kilometer nordväst om provinshuvudstaden Changsha. Antalet invånare är 23 987. Befolkningen består av 11 353 kvinnor och 12 634 män. Barn under 15 år utgör 10,0 %, vuxna 15-64 år 78 %, och äldre över 65 år 10,0 %.
Runt Xinzhou är det tätbefolkat, med 356 invånare per kvadratkilometer. Närmaste större samhälle är Jinshi, 5,6 km norr om Xinzhou. Trakten runt Xinzhou består till största delen av jordbruksmark.
Genomsnittlig årsnederbörd är 1 565 millimeter. Den regnigaste månaden är maj, med i genomsnitt 222 mm nederbörd, och den torraste är december, med 22 mm nederbörd.